# Lucéram
Lucéram är en kommun i departementet Alpes-Maritimes i regionen Provence-Alpes-Côte d'Azur i sydöstra Frankrike. Kommunen ligger  i kantonen L'Escarène som ligger i arrondissementet Nice. År 2022 hade Lucéram 1 249 invånare.

## Befolkningsutveckling
Antalet invånare i kommunen Lucéram
Referens: INSEE